# 하와이주의 대학 목록
다음은 미국 하와이주의 대학 목록이다.
- 하와이 퍼시픽 대학교
- 힐로 하와이 대학교
- 하와이 대학교 마노아

## 같이 보기
- 미국의 대학 목록
- 대학 목록